# Jardim do Mulato
Jardim do Mulato là một đô thị thuộc bang Piauí, Brasil. Đô thị này có diện tích 460,518 km², dân số năm 2007 là 4383 người, mật độ 9,52 người/km².